# Putnam County, Missouri
Putnam County är ett administrativt område i delstaten Missouri, USA, med 4 979 invånare. Den administrativa huvudorten (county seat) är Unionville.

## Geografi
Enligt United States Census Bureau har countyt en total area på 1 347 km². 1 342 km² av den arean är land och 5 km² är vatten.    

### Angränsande countyn
- Wayne County, Iowa - nordväst
- Appanoose County, Iowa - nordost
- Schuyler County - öst
- Adair County - sydost
- Sullivan County - söder
- Mercer County - väst